# Hyliidae
Famille
Les Hyliidae sont une famille d'oiseaux de l'ordre des Passeriformes vivant en Afrique équatoriale.

## Liste des espèces
Selon la classification de référence du Congrès ornithologique international (version 14.1, 2024) il comporte deux genres et deux espèces :
- Hylia Cassin, 1959
  - Hylia prasina (Cassin, 1955) – Hylia verte
- Pholidornis Hartlaub, 1857
  - Pholidornis rushiae (Cassin, 1955) – Mésangette rayée

## Classification
La famille des Hyliidae a été créée en 1923 par l'ornithologue britannique David Armitage Bannerman (1886-1979).